# Autoroute A-10 (Espagne)
Pour les articles homonymes, voir Autoroute A10.
La Sakanako Autobia ou  A-10  est une courte autoroute navarraise reliant les villes de Irurtzun et Altsasu et, à plus long terme, celles de Pampelune et Gasteiz.

## Tracé
- L'A-10 débute à l'ouest d'Altsasu où elle se détache de l'A-1 (Madrid - Saint Sébastien) jusqu'à Irurtzun où elle se connecte à l'A-15 pour rejoindre Pampelune.

## Sorties
| Sorties | Villes                                                                            |            |
| ------- | --------------------------------------------------------------------------------- | ---------- |
|         | Pampelune · Toudèle · Saragosse Irurtzun · Lekunberri · Saint Sébastien · Bayonne | AP-15 A-15 |
| 02-03   | Etxarren · Ekai · Zuhatzu                                                         | NA-2410    |
| 04      | Satrustegi · Hiriberri Arakil                                                     | NA-2410    |
| 05      | Hiriberri Arakil                                                                  |            |
| 07      | Ihabar                                                                            | NA-2410    |
| 09      | Irañeta                                                                           | NA-7563    |
| 11      | Uharte-Arakil                                                                     | NA-7517    |
| 12      | Uharte-Arakil · Zamartze                                                          | NA-2410    |
| 13-14   | Arruazu                                                                           | NA-7103    |
| 14      | Lakuntza                                                                          |            |
| 15-16   | Lakuntza                                                                          | NA-2410    |
| 17-18   | Arbizu                                                                            | NA-2410    |
| 19-20   | Etxarri-Aranatz · Beasain · Estella-Lizarra · Andia                               | NA-120     |
| 21      | Etxarri-Aranatz · Bakaiku                                                         | NA-2410    |
| 24      | Bakaiku · Iturmendi                                                               | NA-2410    |
| 26      | Urdiain                                                                           | NA-2410    |
| 28      | Altsasu                                                                           | NA-2410    |
| 29      | Saint Sébastien · Bilbao                                                          | A-1        |
| 29      | Olazti · Urbasa                                                                   | NA-7183    |
| 29      | Vitoria-Gasteiz · Burgos                                                          | A-1        |